# سفارة بولندا في أرمينيا
سفارة بولندا في أرمينيا هي أرفع تمثيل دبلوماسي لدولة بولندا لدى أرمينيا. تقع السفارة في وهي تهدف لتعزيز المصالح البولندية في أرمينيا.

## وصلات خارجية
- الموقع الرسمي
- قائمة سفارات بولندا
- قائمة السفارات في أرمينيا